# Anoplolejeunea
Anoplolejeunea là một chi rêu trong họ Lejeuneaceae.